# Eccoptogaster
Eccoptogaster är ett släkte av skalbaggar. Eccoptogaster ingår i familjen vivlar.

## Dottertaxa tillEccoptogaster, i alfabetisk ordning[1]
- Eccoptogaster abhorrens
- Eccoptogaster affinis
- Eccoptogaster amurensis
- Eccoptogaster anatolicus
- Eccoptogaster brevicauda
- Eccoptogaster carpini
- Eccoptogaster castaneus
- Eccoptogaster confusus
- Eccoptogaster demaisoni
- Eccoptogaster destructor
- Eccoptogaster emarginatus
- Eccoptogaster haemorrhous
- Eccoptogaster intricatus
- Eccoptogaster jacobsoni
- Eccoptogaster leonii
- Eccoptogaster loevendali
- Eccoptogaster mandli
- Eccoptogaster mediterraneus
- Eccoptogaster monticolae
- Eccoptogaster multistriatus
- Eccoptogaster nodicornis
- Eccoptogaster nodulus
- Eccoptogaster noxius
- Eccoptogaster orientalis
- Eccoptogaster peregrinus
- Eccoptogaster piceae
- Eccoptogaster poligraphus
- Eccoptogaster pruni
- Eccoptogaster punctatus
- Eccoptogaster pyri
- Eccoptogaster sahlbergi
- Eccoptogaster scolytes
- Eccoptogaster scolytus
- Eccoptogaster semenovi
- Eccoptogaster sibiricus
- Eccoptogaster simmeli
- Eccoptogaster tauricus
- Eccoptogaster transcaspicus
- Eccoptogaster triarmatus
- Eccoptogaster tsugae